# Muscari anatolicum
Muscari anatolicum là một loài thực vật có hoa trong họ Măng tây. Loài này được Cowley & Özhatay mô tả khoa học đầu tiên năm 1994.